# Gagea transversalis
Gagea transversalis är en liljeväxtart som först beskrevs av Pall., och fick sitt nu gällande namn av Christian von Steven. Gagea transversalis ingår i Vårlökssläktet och i familjen liljeväxter. Inga underarter finns listade.